# اریک المزتر
اریک المزتر (سوئدی: Erik Elmsäter؛ ۷ اکتبر ۱۹۱۹ – ۹ مارس ۲۰۰۶) ورزشکار نوردیک ترکیبی اهل سوئد بود.
وی در مسابقات کشوری و بین‌المللی در مجموع برندهٔ ۲ مدال نقره شده‌است.